# Звіздівка
Звізді́вка (до 1940-х років — Звіздже) — село в Головинській сільській громаді Рівненського району Рівненської області України. Населення становить 786 осіб.
Село Звіздівка — у складі Головинської сільської громади, колишній центр Звіздівської сільської ради. [Архівовано 24 січня 2018 у Wayback Machine.] Лежить на лівому березі Горині, за 8 км від центру громади, за 28 км від залізничної станції Клевань. Дворів — 222, населення 789 чоловік.

## Географічне положення села
Село лежить на пн.- зх. від обласного центру, на лівому березі річки Горинь. Його координати 26.13сх.д. і 50.55 пн.ш. Розташоване село на Костопільській денудаційній рівнині, з абсолютними висотами від 150 м до 200 м.

## Клімат
Клімат помірноконтинентальний, переважають пн.зх.вітри. Річна кількість опадів становить 550 мм. Середня температура січня становить — 5,5С, а липня +18,5 96 днів у селі без сонця, а тривалість сонячного сіяння становить 1750 годин. Найнижча температура, що спостерігалась у селі становила — 35, а найвища + 38. Число днів із середньодобовою температурою вище нуля градусів становить 256 днів. Стан неба зимою над Звіздівкою характеризується такими даними: похмуро -76 %, ясно- 16 %,
хмарно- 8 %, а літом наступними даними: похмуро- 46 %, ясно- 29 %, хмарно — 25 %.

## Населення

### Мова
Розподіл населення за рідною мовою за даними перепису 2001 року:
| Мова       | Кількість | Відсоток |
| ---------- | --------- | -------- |
| українська | 783       | 99.62%   |
| російська  | 3         | 0.38%    |
| Усього     | 786       | 100%     |

## Походження назви села і річки Горинь
Село лежить на пагорбах, між якими в'ється Горинь. Нинішня назва дана селищу у післявоєнний період. Історична назва Звиздже, Звизже. Існує дві версії походження назви:
1. Село утворилося внаслідок виселення сюди непокірних селян із сусідніх сіл, щоб їм далеко було ходити на панщину. Тобто, їх звозили із сусідніх сіл. Тому назва Звиздже походить від слова «звозити».
2. Село утворилося на пагорбах над Горинню, де відчуваються вітри, які свищуть. Звідси назва Свище, яка переформувалася у Звиздже, а з 1946 року — Звіздівка.

Перша письмова згадка про село належить до 1577 року. Згадки про село є також, датовані 1620, 1755, 1855, 1890, 1946 роками. У 1926 році в урочищі Піски членами археологічної експедиції було знайдено багато речей кам'яної доби. В околицях сіл Чудви, Корчин, Звіздівка знайдено кам'яні наконечники стріл, списів, ручні рубила. В урочищі Провалля віднайдено фрагмент зуба мамонта. На осушеному болоті села Чудви знайдено зуби диких коней-тарпанів.
Із річкою Горинь пов'язано багато історій. Походження назви Горинь одні пов'язують з південнословянським «герін» — джерело, інші — із староруським «горина» — гориста місцевість. Адже у далеку давнину річка так і називалася — Горина. В Іпатіївському літописі за 1150 рік, де мова йшла про Ізяслава Мстиславовича, було написано: «перейшов Горину і став табором». Сучасна назва з'явилася у письмових джерелах 1450 року. В одній із українських грамот 15 ст. записано: «урочища сину моєму Василю отказую в повіті Луцькім над Горинь рікою».

## Село у давнину
Кілька століть тому Полісся потерпало від набігів кримських татар, копита їхніх коней топтали землю нашого краю. Вони знищували все на своєму шляху, але люди встигали врятуватися, кинувши все і тікаючи в густі ліси і чагарники. На нових місцях потроху освоювалися, облаштовувалися нові поселення. У дорадянські часи доля селян цілком і повністю залежала від кількостіі якості землі, що припадала на душу населення. Земля була єдиним джерелом існування. На початку 20ст.хлібороби обробляли землю дерев'яним плугом із залізним лемешем. Найповзятішим господарем у селі був Шибловський (вулична назва).
Період з 1917 до 1921 року наші земляки називали"слободою"і тутешня вимова від слова"свобода". Сільське житло тоді мало просту конструкцію: будівля під одним дахом складалася із сіней та великої кімнати. В одній хаті жили по кілька сімей. З меблів мали: ліжко, стіл на покуті, за ним під передньою поперечною стіною- канапу, вздовж бокової парадної стіни від покутя і до мисника-лавку. На краю лавки з приходу- постійне місце для відра з водою. Для зберігання одягу слугували скрині- придане господині, переносними меблями були ослони . Усе виготовляли із дощок, а долівка була глиняна, щотижня її підмазували новим розчином, перед святами ще й червоним піском. Була клуня, для обмолоту та зберігання збіжжя. Жінки, з настанням зимової пори, бралися за обробку льону та конопель.

## Часи панування Польщі
1921—1939 роках, під час панування Польщі населення терпіло тяжкий соціальний, національний та релігійний гніт. У 1924 році було заборонено українську мову . Найбільш свідома частина жителів села, серед них Рибак Григорій Миколайович, Фінчук Аврам вели активну просвітницьку діяльність серед населення. Члени ОУН розповсюджували нелегальну літературу, вели агітацію не платити податків, не вступали в польські організації, ходили на заняття в рови, де займались фізичними та військовими справами. Заняття вели Шидловський П. І. та Кублій І. М. Активну діяльність по українізації села проводила сім'я священика із села Ставок татури Арсенія. У 1935 році поляки вбили священика. 17 вересня 1939 року на Рівненщину вступила Радянська Армія. 4 грудня 1939 року утворено Рівненську область у складі 30 районів. 25 вересня 1939 року створена Костопільська районна партійна організація.

## Село у роки Другої світової війни
22 червня 1941 року починається Німецько-радянська війна і вже 5 липня 1941 року м.Костопіль було окуповане німцями. 14 жовтня 1942 року на території краю створюється Українська Повстанська Армія, яка бореться з німцями, а пізніше і з Радянською Армією. У лавах УПА брало участь 56 жителів села. Відомі 2 бої УПА з німцями між селами Корчин і Чудви (середина березня 1943 року)та біля села Постійне (4 квітня 1943 року). У березні 1943 року був створений і почав діяльність Рівненський Підпільний обком КПУ.Багато наших односельчан повернулись додому пораненими, а Кравчук Федір Федорович та Кравчук Петро Максимович повернулися додому без ніг.

## ВетераниРадянсько-німецької війни
Кравчук Петро Максимович [Архівовано 21 липня 2015 у Wayback Machine.]
Народився 24 березня 1920 року в с. Звіздівка, Костопільського району, Рівненської області.
Пішов на війну у перші дні.
Воював на І Українському фронті в 234 частині стрілецького полку, 6 рота, 2 батальйон. Захищав від нацистів міста Жетов, Перемишль, Сан. Визволяючи від ворогів Карпати, був тяжко поранений. Лікувався у військовому госпіталі в місті Сан, пізніше — у Краснодарі. Повернувся додому інвалідом війни.
Помер 12 жовтня 1992 року
Нагороджений:
Орден «Орден Червоного Прапора»
Медаль «За відвагу»
та Ювілейними медалями
Інформація надана онукою Каплюк Галиною Всеволодівною

## Село у післявоєнний період
В 1950 р. в селі Звіздівка утворено колгосп ім. Калініна, який в 1959 році об'єднався з колгоспом в с. Ставок у колгосп ім.. Калініна, а в 1963 році перейменували цей колгосп у «Горинь». З початком перебудови і гласності, після 1985 року в СРСР розпочинаються процеси демократизації. Вони охопили і Рівненщину. 9 березня 1990 року був вперше піднятий національний прапор у м. Рівному. Наприкінці 1989 на початку 1990 рр. був створений сільський осередок НРУ в с. Звіз дівка.
Хроніка національного та державного відродження :
1. 19 серпня 1990 року- підняття національного синьо- жовтого прапора в м. Костопіль.
2. 16 вересня 1990 року — мітинг і підняття національного прапора в с. Звіздівка і Постійне.
3. 18 листопада 1990 року- відкриття пам'ятного знака і підняття національного прапора в с. Корчин.
4. 5 травня 1991 року — підняття національного прапора в с. Бичаль.
5. 12 травня 1991 року — мітинг і підняття національного прапора в с. Деражне.
6. 13 травня 1991 року — мітинг, відкриття пам'ятного знака Т.Шевченку і підняття національного прапора в Івановій Долині.
7. 17 травня 1992 року — панахида і відкриття пам'ятника трьом воїнам УПА на кладовищі в с. Звіз дівка.
8. 23 серпня 1992 року — відкриття пам'ятника М. С. Грушевському в с. Ставок

## Історія бібліотеки
Історія Звіздівської бібліотеки бере початок десь із 1950 року. Спочатку була хата-читальня у будинку Малиша Михайла Аврамовича. Минали роки і в 1958 році бібліотеку перенесли у приміщення клубу. Керувала нею Марушкевич Марія, яка мала відповідну освіту. Книжковий фонд на той час налічував три тисячі. У 1969 році у село Звіздівку приїхала молода дівчина Мітлош Марія, уродженка села Печалівка(тепер Мирне). Більш як 34 роки Марія Петрівна віддала бібліотечній справі. Сільську книгозбірню вона вивела на нові рубежі: у 1994 році бібліотеці присвоєно звання «Бібліотека відмінної роботи». У 1977 році бібліотекарем призначено Оніщук Тамару Петрівну.
У 1998 р.відбулася реорганізація бібліотечної системи. У зв'язку з цим бібліотека почала називатися публічно- шкільна. Бібліотека оснащена сучасною технікою:2комп'ютери і принтер бібліотека отримала у рамках проєкту «Бібліоміст» у 2010 році з підключенням до мережі Інтернет. При ПБШ працює клуб за інтересами під назвою «Першоцвіт».

## Історія школи
Як свідчив житель села Василишин Адам Тимофійович, який у 1927 році пішов у перший клас, що саме цього року була заснована школа. Вона була двокласна на чотири відділи- Двокласна Публічна школа Повшехна. Навчання велося на польській мові. У повному обсязі школа почала працювати уже після війни у 1944—1945 рр. Завідувачкою тоді була Кузьмович Анастасія Кіндратівна. У 1948—1949 рр. школа стала семирічною.
Директором школи була призначена Кузнєцова Ганна Тимофіївна. Вчителями були: Джигирей Степан Мусійович, Штогрін Архип Ілліч.
Приміщення школи знаходилось біля повороту на Корчин. У 1950 році було збудоване додаткове приміщення на 2 класні кімнати, а в 1951 році відбувся перший випуск семикласників — 21 учень.
На ці роки припадає створення піонерської організації, з'явилися і перші члени ВЛКСМ.
У 1954 році школу очолював Джигирей С. М. і був директором до 1959 року. Пізніше директорами були: Щукіна Сусанна Яківна (1959—1960 рр.), Федорчук Дмитро Григорович (1960 р.), Войцешко Ярослав Омельянович (1960—1961 рр.), Корнійчук Кузьма Огейович (1961—1969 рр., 1978 р.).
На початку 50-х років при масовій школі села Звіздівка почала працювати школа сільської молоді.
З 1960 року школа стала восьмирічною. У цьому році була введена посада заступника директора школи з навчально-виховної роботи. Першим на цій посаді працював Шостак Василь Федорович.
У 1971 році у селі була збудована двоповерхова школа. Збудував школу колгосп "Горинь "під керівництвом голови колгоспу Шуляка Володимира Остаповича. У 1974 році школа стала середньою. Віра Пилипівна очолювала школу із 1969 року по 1978роки та стала відмінником народної освіти України.
У 1978 році змінюється керівництво школи. Директором школи призначено вчителя математики Петра Васильовича Кричильського.
Він прийшов на зміну Корнійчуку Кузьмі Огейовичу, який керував школою у 1978 році. Спільно із правлінням колгоспу «Горинь» збудував майстерню для роботи з деревом, металом - це чотири класні кімнати. Петро Васильович - відмінник народної освіти України. Коли він пішов працювати головою сільської ради, школу порекомендував очолити своєму заступнику Захожій Любові Василівна. Любов Василівна очолювала школу протягом 1998—2000 років.
Із 2002 року директором Звіздівської школи стала Кричильська Галина Андріївна. За період її роботи було обладнано кабінет інформатики, побудовано школу у селах Чудви та Корчин.
Із 2014 року директором школи працює Піддубна Оксана Михайлівна.